# Девушка с татуировкой дракона
«Девушка с татуировкой дракона» (швед. Män som hatar kvinnor; дословный перевод — «Мужчины, которые ненавидят женщин») — детективный роман, первая книга из трилогии «Миллениум» шведского писателя Стига Ларссона.
Роман был награждён премиями «Стеклянный ключ» в 2006 году, Boeke Prize в 2008 году, Galaxy British Book Awards в 2009 году и Anthony Award. Посмертно Ларссон получил премию английского канала ITV3 Crime Thriller Award.
Книга была дважды экранизирована. Первый фильм был снят Нильсом Арденом Оплевом в 2009 году в Швеции. Главные роли в нём сыграли Микаэль Нюквист и Нуми Рапас. В 2011 году вышла американская экранизация режиссёра Дэвида Финчера, главные роли в которой сыграли Дэниел Крейг и Руни Мара.

## История создания и прототипы главных героев
На создание главных персонажей книг Ларссона, по его собственным словам, вдохновили образы, созданные Астрид Линдгрен. Прототипом Саландер является Пеппи Длинныйчулок. В оригинальной версии книги Лисбет рыжая, а табличка на двери квартиры Лисбет Саландер по адресу Фискаргатан, 9, гласит «В. Кула» (сокращение от Villekulla — виллы, где жила Пеппи).
Микаэля Блумквиста Ларссон называл «родственником Калле Блумквиста», мальчика-детектива, персонажа детских книг. Полное имя Блумквиста — Карл (Калле) Микаэль Блумквист. Сравнением с Калле-сыщиком, как правило, пользуются недоброжелатели Блумквиста, поэтому он не использует своё первое имя.
В произведении имеется множество отсылок к творчеству шведской писательницы Астрид Линдгрен. Так, помимо всего прочего, в летнем домике Готфрида Вангера, осматривая книжные полки, Микаэль обнаруживает книгу «Пеппи Длинный чулок» вместе с «Мы все из Бюллербю» и «Кале Блумквист и Расмус». Имя бродячей кошки Чёрвен (Tjorven) — это также имя одного из персонажей Астрид Линдгрен.
Персонажи романа всё время пьют кофе; это слово встречается в русском издании книги 113 раз. Гражданская жена писателя, Ева Габриэльссон, в своей книге «Миллениум, Стиг и я», посвящённой истории написания трилогии, пишет, что они со Стигом любили кофе с самого детства. Стига с пяти лет поила кофе его бабушка.

## Сюжет
Микаэль Блумквист, журналист и издатель шведского политического журнала «Миллениум», проиграл судебный иск, поданный против него миллиардером-предпринимателем Хансом Эриком Веннерстрёмом, который обвинил Блумквиста в клевете. Три месяца — столько журналист должен отсидеть в тюрьме.
Через некоторое время Дирк Фруде, адвокат легендарного шведского промышленника Хенрика Вангера, поручает Лисбет Саландер, 24-летней хакерше, работающей в охранном агентстве «Милтон Секьюрити», составить подробное жизнеописание Блумквиста. После получения исчерпывающего отчёта о жизни журналиста Фруде передаёт Блумквисту предложение от Хенрика встретиться в Хедестаде. Там Хенрик Вангер предлагает Блумквисту под видом написания семейной хроники расследовать исчезновение его внучатой племянницы Харриет. Шестнадцатилетняя Харриет пропала 40 лет назад, в 1966 году. Вангер-старший убеждён, что Харриет убита, причём кем-то из членов его обширной семьи. В качестве аргументов пожилой промышленник называет не только солидное вознаграждение, но и серьёзные улики против Ханса Эрика Веннерстрёма. После недолгих сомнений Блумквист соглашается.
На время расследования журналист перебирается на остров Хедебю в Хедестаде, на котором и исчезла Харриет. Там же всю жизнь проживает и сам Вангер. Блумквист знакомится со всеми живущими членами семьи Вангер, среди которых бывший нацист Харальд, брат Хенрика, и дочь Харальда Сесилия, с которой у Микаэля начинается роман.
Тем временем Лисбет Саландер, в 18-летнем возрасте признанная недееспособной, теряет своего опекуна и знакомится с новым — адвокатом Нильсом Бьюрманом. Бьюрман пользуется своей властью для принуждения Саландер к сексу. После изнасилования Лисбет решает отомстить адвокату — она снимает последнее изнасилование на скрытую видеокамеру. Она шантажирует его видеозаписью, требуя личного доступа ко всем своим банковским счетам. Кроме того, она пытает его и делает ему татуировку о том, что он насильник.
В ходе расследования Микаэлю Блумквисту представляется список из пяти женских имен и пятизначных чисел, написанный пропавшей Харриет Вангер. Дочь Микаэля, увлекающаяся религией, наводит его на мысль о связи представленного списка с Библией, в которой стихи (обозначенные в списке цифрами) описывают жестокие наказания женщин за их грехи. Когда в расследовании Микаэлю требуется помощь, он случайно узнает, что Лисбет составляла на него довольно подробное досье. Догадавшись, что она является хакером, узнаёт её адрес от Фруде и едет к ней, чтобы предложить сотрудничество в расследовании исчезновения Харриет. Объединившись, они проводят расследование, в котором выявляют имена женщин, жестоко убитых в 1940—1960-х годах в Швеции. Эта находка наводит их на мысль, что незадолго до исчезновения Харриет вышла на след серийного убийцы. Лисбет начинает испытывать симпатию к Микаэлю, и они становятся любовниками. Вскоре Блумквист убеждается, что за убийствами стоит Готфрид Вангер, отец Мартина и Харриет, утонувший в 1965 году. Но последнее убийство произошло в 1966 году.
Проанализировав имеющиеся материалы, Микаэль приходит к выводу, что дело отца продолжил его сын Мартин. Микаэль решает поговорить с Мартином, но попадает в ловушку. Вангер связывает Блумквиста в подвале, где рассказывает ему историю от начала до конца. Первым серийным убийцей в семье Вангер был Готфрид, отец Мартина и Харриет. Вплоть до своей смерти в 1965 году Готфрид насиловал и избивал женщин и привлекал своего собственного сына Мартина к совершению убийств. Оба они насиловали Харриет с тех пор, как ей исполнилось 14. Мартин пошёл по стопам отца и совершил первое убийство в феврале 1966 года. После того как Мартин заканчивает свой рассказ, в дом врывается Лисбет, которая нападает на него с клюшкой для гольфа. Мартин пытается покинуть окрестности на автомобиле, но в стремлении оторваться от преследующей его на мотоцикле Саландер попадает в автокатастрофу и погибает. Сама Харриет оказывается живой. Блумквист находит её в Австралии, куда она сбежала от издевательств и побоев брата Мартина и жила под именем своей кузины Аниты. Микаэль убеждает Харриет вернуться в Швецию, что та и делает, принимая от Хенрика должность управляющего концерном «Вангер».
Когда Блумквист узнает о бесполезности улик Вангера против Веннерстрёма, он приходит в ярость. Однако Саландер к тому времени уже взломала компьютер Веннерстрёма и добыла куда более серьёзный компромат на миллиардера. Используя материал, Блумквист пишет разоблачительную статью и книгу о Веннерстрёме, чем добивается успеха своему журналу в национальных масштабах. В это время Саландер успешно крадёт 260 миллионов долларов со счетов Веннерстрёма и переводит их себе на анонимные офшоры.
Веннерстрём бросается в бега и в течение полугода скрывается за границей. Саландер наблюдает за ним через Интернет, после чего анонимно сообщает о его местоположении преступникам, которым он должен денег. Вскоре Веннерстрёма обнаруживают мёртвым.
Лисбет и Микаэль проводят Рождество вдвоем в домике Микаэля в Сандхамне. В канун Нового года Саландер едет к Блумквисту с подарком, собираясь признаться Микаэлю в любви, но, заметив его вместе с Эрикой Бергер, разочаровывается в чувствах и уезжает.

## Действующие лица

### Главные герои
- Микаэль Блумквист — журналист-детектив и совладелец журнала «Миллениум», занимающийся разоблачением преступных сообществ и преступлений.
- Лисбет Саландер — смелая и решительная девушка-хакер, обладающая крайне высоким уровнем интеллекта, фотографической памятью, уникальными математическими способностями.

### Семья Вангер
- Хенрик Вангер — промышленник и бывший генеральный директор концерна «Вангер».
- Харриет Вангер — внучатая племянница Хенрика Вангера, исчезнувшая в 1966 году.
- Мартин Вангер — действующий генеральный директор концерна «Вангер».
- Готфрид Вангер — утонувший племянник Хенрика Вангера, отец Мартина и Харриет.
- Изабелла Вангер — мать Харриет, вдова Готфрида Вангера.
- Харальд Вангер — родной брат Хенрика Вангера, бывший шведский нацист.
- Сесилия Вангер — дочь Харальда, учительница.
- Анита Вангер — дочь Харальда, живущая в Лондоне.
- Биргер Вангер — сын Харальда.

### Остальные персонажи
- Ханс Эрик Веннерстрём — финансист и миллиардер.
- Эрика Бергер — журналистка, издатель журнала «Миллениум» и occasional lover (с англ. — «любовница по случаю») Микаэля Блумквиста.
- Нильс Бьюрман — адвокат, опекун Лисбет Саландер.
- Хольгер Пальмгрен — адвокат, бывший опекун Лисбет Саландер, сложивший с себя полномочия после инсульта.
- Драган Арманский — директор «Милтон Секьюрити», начальник Лисбет Саландер.
- Дирк Фруде — личный адвокат Хенрика Вангера.
- Кристер Мальм — совладелец журнала «Миллениум», арт-директор и дизайнер.
- Густав Морелль — отставной инспектор полиции, 40 лет назад занимавшийся расследованием исчезновения Харриет.
- Чума — знакомый Лисбет, хакер.

## Экранизации
В 2009 году на экраны вышла шведская экранизация — фильм «Девушка с татуировкой дракона» (швед. Män som hatar kvinnor) режиссёра Нильса Ардена Оплева. В создании картины участвовали Швеция, Германия, Дания и Норвегия. Бюджет фильма составил 13 млн долларов, а кассовые сборы — 103 млн долларов. Роль Микаэля Блумквиста исполнил Микаэль Нюквист, а роль Лисбет Саландер — Нуми Рапас.
В 2011 году вышла голливудская экранизация под тем же названием режиссёра Дэвида Финчера. Бюджет составил 90 млн долларов, а в кинотеатрах фильм собрал 220,5 млн долларов. Микаэля Блумквиста в нём сыграл Дэниел Крейг, роль Лисбет Саландер досталась Руни Маре.